# Skottdådet i Pittsburgh
Skottdådet i Pittsburgh var en skottlossning som ägde rum 27 oktober 2018 och som började strax före 10:00 under lördagens sabbatsfirande med bland annat en namngivningsceremoni i den fullsatta Tree of Life Congregation Synagogue, som används av tre olika judiska församlingar i staden Pittsburgh, Pennsylvania. Den misstänkte gärningsmannen Robert Bowers, beväpnad med flera skjutvapen, bland annat ett handeldvapen och en pistol fastsatt vid benet, överlämnade sig själv till polisen. Minst elva personer dödades enligt den lokala tv-stationen KDKA. Dådet beskrivs som det värsta attentatet mot judar i USA:s historia.

## Bakgrund
Stadsdelen Squirrel Hill med 25 902 invånare har sedan 1920-talet en hög andel judiska invånare som sätter sin prägel; ungefär hälften av alla hushåll i Squirrel Hill och närliggande områden är judiska. Ett Jewish Community Center och ett stort antal synagogor och andra judiska institutioner servar de judiska invånarna.

## Attentatets händelseförlopp
Klockan 09:54 lokal tid larmades polis och räddningspersonal till Tree of Life Congregation Synagogue. Larmsamtalet kom inifrån byggnaden från personer som har tagit skydd. Robert Bowers hade gått in i byggnaden och skrek antisemitiska slagord när han klev in och började skjuta omkring sig. Attacken började i synagogans källare varefter skytten tog sig upp till tredje våningen, medan skottlossningen fortsatte. 
När de första poliserna anlände till platsen 09:59 öppnade Bowers eld mot dem och polismännen använde sina bilar som skydd mot skotten under
den skottväxling som utbröt. De två poliserna fick vårdas för skador. Klockan 10:30 gick SWAT (polisiära insatsstyrkan) in i byggnaden. När Bowers försökte lämna lokalen, möttes han av SWAT. Han barrikaderade sig då i ett av rabbinernas arbetsrum på tredje våningen. Ytterligare två poliser (SWAT) fick vårdas för skador som de fick under den efterföljande skottlossningen inne i synagogan. Bowers dödade minst elva människor och skadade sex innan han också själv skadades i eldstrid med polis och överlämnade sig själv till polisen 11:08. Därefter transporterades han till Allegheny General Hospital för vård av ett flertal skottskador, samtidigt togs de sex skottskadade offren till två andra sjukhus i staden: University of Pittsburgh Medical Center och UPMC Mercy.

## Misstänkta gärningsmannen
Den misstänkta gärningsmannen Robert Bowers är 48 år och bosatt i ett lägenhetskomplex i Baldwin, Pittsburgh.
På ett konto på sociala mediet Gab som tillskrivs Bowers skrev han bara timmar innan han gick in i synagogan: ”HIAS vill ta hit inkräktare som mördar vårt folk. Jag kan inte stå passiv och se mitt folk slaktas. Åt helvete med vad ni tycker. Jag går in”.
HIAS är en judisk organisation som bland annat hjälper judiska flyktingar att ta sig till USA.
Bowers har haft en tydlig nazistisk profil på nätet.
Vittnen på plats i synagogan sa efteråt att Bowers skrek “alla judar måste dö” när han klev in i synagogan.
Bowers hade en aktiv vapenlicens och hade gjort minst sex vapeninköp sedan 1996.
Han var inte känd av polisen sedan tidigare.
Federala åklagaren Scott Brady anklagade kort efter dådet Bowers på 44 punkter bland annat för att ha haft hatbrottsmotiv för brotten han misstänks för. Han åtalas dessutom i en rad civilmål för olika brott mot de polismän som skadades. Skulle han bli fälld kan han få dödsstraff. Enligt åklagaren pekar ingenting i utredningen på att han agerade i samarbete med någon annan.

## Dödsoffer och skadade
De elva döda var tre kvinnor och åtta män mellan 50 och 97 år.

### Dödsoffer
| - Joyce Fienberg, 75 - Rich Gottfried, 65 - Rose Mallinger, 97 - Jerry Rabinowitz, 66 | - Cecil Rosenthal, 59 - David Rosenthal, 54 - Bernice Simon, 84 - Sylvan Simon, 86 | - Daniel Stein, 71 - Melvin Wax, 88 - Irving Younger, 69 |

## Reaktioner
- USA:s president Donald Trump fördömde dådet. Han tror dock att situationen hade kunnat utvecklas annorlunda om synagogan haft en beväpnad säkerhetsvakt och sa: –"De hade inget skydd" – "Det verkar verkligen som ett antisemitiskt brott" och ”skjutningen i synagogan har väldigt lite att göra med de amerikanska vapenlagarna”. Trump lade till att han anser att USA bör skärpa lagarna vad gäller dödsstraff för brott av detta slag.
- Donald Trumps dotter Ivanka Trump fördömde dådet på Twitter: ”Amerika är starkare än en demoraliserad bigott och antisemit” och uppmanar det amerikanska folket att stå samman mot "hat och ondska".
- Elva ledare i den judiska föreningen Bend the Arc skrev i ett öppet brev, att Trump inte är välkommen till Pittsburgh. I brevet står: "Under de senaste tre åren har dina ord och din politik gjort att den vita nationalistiska rörelsen har växt. Du kallade mördaren ond, men gårdagens våld är en direkt följd av ditt inflytande”...”President Trump, du är inte välkommen i Pittsburgh förrän du helt fördömer vit nationalism".
- Israels premiärminister Benjamin Netanyahu uttalande: – "Jag är förkrossad och förskräckt över den dödliga attacken mot en synagoga i Pittsburgh i dag. Hela Israel sörjer med de dödades familjer."
- Pittsburghs borgmästare, demokraten Bill Peduto, hyllar de poliser och den myndighetspersonal som deltog i händelsen.
- Sveriges statsminister Stefan Löfven och utrikesminister Margot Wallström tog till twitter för att fördöma attacken. "Ytterligare en skrämmande påminnelse om att antisemitismen måste bekämpas varje dag, överallt", skrev Löfven, medan Margot Wallström skrev:"Fördömer kraftfullt den hemska antisemitiska attacken som ägde rum i en synagoga i Pittsburgh. Våra tankar är med offren, deras familjer och nära och kära."